# Leptognathia aneristus
Leptognathia aneristus is een naaldkreeftjessoort uit de familie van de Leptognathiidae. De wetenschappelijke naam van de soort is voor het eerst geldig gepubliceerd in 2007 door Bird.